# Clemilda Fernandes
Clemilda Fernandes Silva (25 de junio de 1979, São Félix do Araguaia, Mato Grosso) es una ciclista brasileña que cuando compite a nivel profesional lo hace en el equipo Eurotarget-Bianchi-Vittoria.

## Biografía
Compitió en los Juegos Olímpicos de Londres 2012 en la modalidad de ruta, finalizando en la posición 23.ª y en la prueba contrarreloj en la que fue 18.ª.

## Palmarés
2004
- 1 etapa del Trophée d'Or Féminin

2005
- Campeonato de Brasil en Ruta
- 1 etapa del Giro de la Toscana-Memorial Michela Fanini

2006
- Copa América de Ciclismo
- 3.ª en el Campeonato de Brasil en Ruta
- 1 etapa del Tour Cycliste Féminin Ardèche Sud Rhone Alpes

2007
- Copa América de Ciclismo

2008
- Campeonato de Brasil en Ruta

2012
- Vuelta El Salvador, más 1 etapa

2013
- 2 etapas de la Vuelta El Salvador
- Gran Premio GSB
- Campeonato de Brasil Contrarreloj
- 2.ª en el Campeonato de Brasil en Ruta

2014
- 1 etapa del Tour Femenino de San Luis

2015
- 3.ª en el Campeonato Panamericano Contrarreloj

2016
- Campeonato de Brasil Contrarreloj

2017
- 2.ª en el Campeonato de Brasil Contrarreloj

## Equipos
- Chirio Forno d'Asolo (2004, 2006,[3] 2007[4] -2009 y 2013)[5]
  - USC Chirio Forno d'Asolo (2004, 2006,[3] 2007[4]-2009
  - Chirio Forno d'Asolo (2013)[5]
- Bizkaia-Durango (2014)
- Servetto Giusta (2017)
- Conceria Zabri-Fanini (05-2018-12.2018)
- Eurotarget-Bianchi-Vittoria (2019)